# Kurzer 8 cm Granatwerfer 42
A kurzer 8 cm Granatwerfer 42 (rövidítve kz. 8 cm Gr.W. 42 vagy kz 8 cm GrW 42, magyarul rövid 8 cm-es gránátvető 42) egy aknavető volt, melyet a Harmadik Birodalom használt a második világháború folyamán. 
A fegyvert a szabvány német 8 cm GrW 34 közepes aknavető könnyebb változatának tervezték egy rövidebb csővel, hogy használhassák az ejtőernyős alakulatok is, de felváltotta a hatástalan 5 cm leGrW 36 aknavetőt is, annak hiányosságai miatt. A kz 8 cm GrW 42 három és félszer nehezebb bombát tüzelt, kétszer olyan gyorsan, mint a kisebb aknavető, de csupán alig kétszer olyan nehéz volt. A fegyvert három részre lehetett bontani a szállításhoz.
A fegyver a gyakorlatban csak részben vált be, mivel ez is túl nehéz volt hasonlóan az 5 cm-es elődjéhez. Így 1943-ban mindössze 1591 db átadása után felhagytak gyártásával és az elkészült fegyvereket az ejtőernyős alakulatok kapták meg ahol a fegyverek tömege igen fontos volt.
Néhány fegyvert elláttak elsütő zsinórral működő töltő/tüzelő mechanizmussal a távoli irányítás érdekében. Ezeket általában „Stummelwerfer” vagy „Stump-Thrower” névvel illették.

## Fordítás
- Ez a szócikk részben vagy egészben  a   Kz 8 cm GrW 42 című angol Wikipédia-szócikk ezen változatának fordításán alapul.  Az eredeti cikk szerkesztőit annak laptörténete sorolja fel. Ez a jelzés csupán a megfogalmazás eredetét és a szerzői jogokat jelzi, nem szolgál a cikkben szereplő információk forrásmegjelöléseként.